# Halizna
- Halizna w leśnictwie – powierzchnia leśna, która nie została odnowiona, obsadzona (sztucznie lub naturalnie), w ciągu pięciu lat[1] od wycięcia drzewostanu. Halizną można również nazwać kilkuletnią uprawę leśną o zbyt niskim zadrzewieniu – uprawa lub młodnik I klasy wieku o zadrzewieniu poniżej 0,5 – lub jakości. Halizna jest zjawiskiem niepożądanym w gospodarce leśnej.

- Halizna w rolnictwie – nieurodzajne miejsce między polami ornymi, ugór.

- Halizna w Tatrach – częściowo porośnięte trawiastą, nadającą się do wypasu roślinnością, a częściowo piarżysto-kamieniste obszary na równiach, płaśniach, grzędach, zboczach i upłazach hali pasterskiej. Halizny i las należący do hali i jej serwitutu stanowiły główne tereny wypasowe hali, polany bowiem przeznaczone były do koszenia[2].